# Passiflora macropoda
Passiflora macropoda är en passionsblomsväxtart som beskrevs av Ellsworth Paine Killip. Passiflora macropoda ingår i släktet passionsblommor, och familjen passionsblomsväxter. Inga underarter finns listade i Catalogue of Life.